# Tina Gustafsson
Tina Isabel Gustafsson (* 30. September 1962 in Norrköping) ist eine ehemalige schwedische Schwimmerin.

## Karriere
Gustafsson nahm 1980 an den Olympischen Spielen in Moskau teil. Über 200 m Freistil konnte sie sich nicht für das Finale qualifizieren, mit der Staffel über 4 × 100 m Lagen erreichte sie den vierten Rang. Die Schwedin war zudem Teil der Staffel über 4 × 100 m Freistil und gewann mit ihr Silber.